# Garrofat
L'arrufat, garrof, butllofat, garrofat o tiribecs (Taphrina deformans) és una espècie de fong ascomicot de l'ordre dels tafrinals (Taphrinales). Provoca una malaltia principalment en el presseguer i ametller molt visible en les fulles però pot atacar també les flors, els brots i els fruits.
Aquesta malaltia en els presseguers fa caure les fulles el que disminueix o atura la producció de fruita de l'any i fins i tot d'anys posteriors. Les fulles atacades es reconeixen per la deformació en butllofes i el color vermell que adopten. Té una certa semblança amb l'atac dels pugons (àfids).

## Cicle vital
T. deformans infecta les espècies del gènere Prunus incloent els presseguers, on és molt virulent, i l'ametller que la resisteix millor. Dues o tres setmanes després de la infecció, les fulles afectades desenvolupen una floridura blanquinosa a mesura que progressa la infecció. Aquest color blanc es deu als ascs que trenquen la cutícula de la fulla per la via de la lisi. Un asc conté 8 ascòspores que creen conidis, que són projectats a principi d'estiu i desplaçats per la pluja i el vent. El fong sobreviu a l'hivern sobre la superfície de borrons i de l'escorça.
A la primavera hi ha noves infeccions. Per la infecció només cal una lleugera pluja de 3 litres i 12 dies de mullena dels conidis amb temperatures per sota dels 19 °C. El fong infecta més en hiverns frescos i humits.
Les hifes de Taphrina deformans que creix en espais intracel·lulars secreta enzims que degraden els polisacàrids i causen la dissolució parcial de la paret cel·lular de la planta hoste. També comporta canvis en la membrana plasmàtica.
T. deformans produeix l'auxina àcid indolacètic (IAA) del L-triptòfan via àcid indol-3-pirúvic (IPyA) i acetaldehid indol-3 (IAAid). Aquest procés és el responsable de l'efecte d'hiperplàsia de la infecció.

## Lluita
Prevalentment s'adopten mesures preventives fetes abans de l'obertura dels borrons. Els tractaments amb productes químics es fan primer a finals de tardor (novembre) durant la caiguda de les fulles i a la completa defoliació, el segon tractament es fa a final d'hivern (gener-febrer) i el tercer tractament en la fase del botó rosa (flor encara no oberta que mostra els pètals tancats). Els fungicides utilitzats tradicionalment són del tipus dels dimetilditiocarbamats (ziram 80 a dosi de 0,5-0,6% o tiram 50 a dosi de 0,6-0,7%). Entre els fungicides amb coure hi ha el sulfat de coure pentahidratat i la sal pura de coure, el brou bordelès, l'oxiclorur de coure i altres.